# Eduard Helešic
Eduard Helešic (* 30. září 1951) je bývalý český fotbalista, záložník.

## Fotbalová kariéra
V československé lize hrál za Slavii Praha a LIAZ Jablonec. Nastoupil v 74 ligových utkáních a dal 2 ligové góly. Ve druhé nejvyšší soutěži hrál i za DP Xaverov Horní Počernice, kam přestoupil v lednu 1979.

## Ligová bilance
| Ročník                                   | Zápasy | Góly | Klub                       |
| ---------------------------------------- | ------ | ---- | -------------------------- |
| 1. československá fotbalová liga 1970/71 | 1      | 0    | Slavia Praha               |
| 1. československá fotbalová liga 1972/73 | 18     | 1    | Slavia Praha               |
| 1. československá fotbalová liga 1973/74 | 15     | 1    | Slavia Praha               |
| 1. československá fotbalová liga 1974/75 | 18     | 0    | LIAZ Jablonec              |
| 1. československá fotbalová liga 1975/76 | 22     | 0    | LIAZ Jablonec              |
| Česká národní fotbalová liga 1978/79     | -      | -    | LIAZ Jablonec              |
| Česká národní fotbalová liga 1981/82     | 26     | 3    | DP Xaverov Horní Počernice |
| Česká národní fotbalová liga 1982/83     | 1      | 0    | DP Xaverov Horní Počernice |
| CELKEM 1. liga                           | 74     | 2    |                            |